# باز دمگاه‌سفید
باز دمگاه‌سفید (نام علمی: Parabuteo leucorrhous) نام یک گونه از سرده پیراسارگپه است.